# Nizar ibn al-Mustansir
Abu Mansur Nizar ibn al-Mustansir, en árabe: أبو منصور نزار بن المستنصر‎, romanizado: Abū Manṣūr Nizār ibn al-Mustanṣir (El Cairo, 26 de septiembre de 1045-ib., 1095) fue un príncipe fatimí e hijo mayor del octavo califa fatimí Al-Mustansir. Cuando su padre murió en diciembre de 1094, el visir, al-Afdal Shahanshah, elevó al trono al hermano menor de Nizar; Al-Musta'li, pasando por alto los reclamos de Nizar y otros hijos mayores de al-Mustansir. Nizar escapó de El Cairo, se rebeló y se apoderó Alejandría; donde reinó como califa con el nombre de al-Mustafa li-Din Allah (en árabe: المصطفى لدين الله‎, romanizado: al-Muṣṭafā li-Dīn Allāh). A finales de 1095 fue derrotado y llevado prisionero a El Cairo, donde fue condenado a morir por emparedamiento.
Durante el siglo XII, algunos de los descendientes reales o pretendidos de Nizar intentaron sin éxito, arrebatar el trono a los califas fatimíes. Muchos ismaelitas, especialmente en Persia, rechazaron al imamato de al-Musta'li y consideraron a Nizar como el imán legítimo. Como resultado, se separaron del régimen fatimí y fundaron la rama nazarí del ismailismo; con su propia línea de imanes que afirmaban descender de Nizar. Esta línea continúa hasta el día de hoy en la figura del Aga Khan.

## Biografía
Nizar nació el 26 de  septiembre de 1045 (5 Rabīʿ al-ʾAwwal 437 AH ) hijo del imán califa fatimí, al-Mustansir.  En ese momento, al-Mustansir tenía alrededor de 15 años y ya había estado en el trono durante diez años.  Es probable que Nizar fuera el hijo mayor del califa, aunque a veces se menciona a otro hijo llamado Abu Abdallah como el mayor de los hijos de al-Mustansir.  
A fines de la década de 1060, el califato fatimí entró en una profunda crisis, con el avance de los turcos selyúcidas desde el este amenazando su control sobre Siria, y enfrentamientos prolongados entre las tropas turcas y africanas negras del ejército fatimí en Egipto que llevaron a la ruptura del gobierno central, la anarquía generalizada y la hambruna en Siria. Aproximadamente en 1068, cuando la agitación interna amenazaba con el colapso de la dinastía, al-Mustansir dispersó a sus hijos por sus territorios como salvaguardia, manteniendo cerca de él solo a un hijo menor de edad no identificado. El relato del historiador de la era mameluca al-Maqrizi dice que Abu Abdallah y Abu Ali iban a ir a Acre para unirse al ejército del comandante Badr al-Jamali; Abu'l-Qasim Muhammad (padre del califa al-Hafiz ) a Ascalón; mientras que otro hijo, sin nombre pero menor de edad, permaneció en El Cairo.  Nizar no es mencionado por al-Maqrizi, pero muy probablemente fue incluido en esta medida,  y al-Hidaya al-Amiriyya , una proclamación emitida en 1122 por el califa al-Amir, afirma que fue enviado al puerto de Damieta. Esta dispersión de los príncipes fatimíes duró al menos hasta que Badr al-Jamali asumió el poder en 1073 como visir dictador y restableció el orden en Egipto.